# 迪恩施泰因之战
迪恩施泰因之战（德語：Schlacht bei Dürnstein，迪恩施泰因又被称为Dürrenstein、Dürnstein和Diernstein），此役发生于1805年11月11日，属于拿破仑战争中第三次反法同盟战役的一部分。迪恩施泰因位于奥地利的瓦豪河谷，在维也纳上游73公里的多瑙河畔。多瑙河在迪恩施泰因和附近的多瑙河畔克雷姆斯之间形成了一个新月形的弧线。此役中的战斗于河流和山脉之间的洪泛平原上进行。
在迪恩施泰因，俄奥联军困住了由泰奥多尔·马克西姆·加赞指挥的一个法军师级战斗单位。加赞的师是新成立的第8军团的一部分，第8军团又称为莫蒂埃军团，得名于军团长爱德华·莫蒂埃元帅。在追击从巴伐利亚撤退的奥地利军队的过程中，莫蒂埃过度扩展了他在多瑙河北岸的三个师的阵线。俄奥联军指挥官米哈伊尔·库图佐夫（Mikhail Kutuzov）诱使莫蒂埃将加赞的师送入陷阱，以至于法军被困在两个俄军纵队之间的山谷中。法军由皮埃尔·杜邦·德莱唐指挥的师及时赶到并开展营救行动，战斗一直持续到深夜。最终，战斗双方都宣告胜利，法军于此役中失去了三分之一以上的参战人员，其中加赞的师减员达到百分之四十。奥地利军队和俄罗斯军队也损失惨重，两军参战的单位损失接近百分之十六，但也许在此役中最重要的是约翰·海因里希·冯·施密特的阵亡，施密特是奥地利最有能力的参谋长之一。
这场战斗是在一支奥地利军队在乌尔姆之战中向法军投降后的第三周和俄奥联军在奥斯特利茨战役中战败的前三周进行的。在奥斯特利茨战役之后，奥地利退出了反法同盟。法国在战后向奥地利索要高额赔款，神圣罗马帝国皇帝弗朗茨二世宣布退位，并解散了神圣罗马帝国。

## 背景
在1803-15年的一系列被称为拿破仑战争的冲突中，各大欧洲国家五次组成了反法联盟来对抗法兰西第一帝国。与法国大革命时期爆发的战争一样，这些战争进一步彻底改变了欧洲军队的组建、编制和训练，由于大规模征兵，欧洲各国都经历了前所未有的军事化。在拿破仑的领导下，法国迅速崛起，拿破仑率领大军团征服了欧洲大部分地区，但却在1812年入侵俄罗斯的惨败后迅速瓦解。拿破仑的帝国最终在1813-14年的战役中遭受了彻底的军事失败，导致了法国波旁王朝的复辟。尽管拿破仑在1815年回到法国重登帝位，但拿破仑战争随着法军在滑铁卢战役中的失败、拿破仑的退位和流放圣赫勒拿而宣告结束。

## 多瑙河战役
| 反法同盟                                                      | 法兰西第一帝国及其盟友                                                       |
| ------------------------------------------------------------- | ---------------------------------------------------------------------------- |
| 奥地利帝國 · 俄罗斯 · 英國 · 那不勒斯和西西里 · 葡萄牙 · 瑞典 | 法国 · 巴達維亞共和國 · 意大利 · 伊特鲁里亚 · 西班牙 · 巴伐利亚 · 符騰堡王国 |

在1803-06年期间，第三次反法同盟与法兰西第一帝国及其附属国爆发了第三次反法同盟战役。虽然双方的数次海战决定了联军对海洋的控制，但战争的结果还是需要在大陆上决定，主要是在多瑙河谷的两次主要行动：多瑙河上游的乌尔姆战役和多瑙河谷中部的奥斯特里茨战役。
维也纳内部的政治冲突将奥地利帝国加入第三次反法同盟时间推迟到1805年。在第二次反法同盟战争于1801年结束后，卡尔大公，奥地利皇帝的兄弟，利用随后几年的和平时间制定了一项军事重组计划。卡尔大公从1803-04年开始小心翼翼地实施该计划，但这一项重组计划并未得到实现，因为在1805年，时任陆军中将和军需官卡尔·马克·冯·莱贝里希制定了自己的军队重组计划并得以实行。马克略过了卡尔有条不紊的重组方案。马克不知道的是，他的重组计划将会在实战中破坏军队的整体指挥和组织结构。无论如何，马克还是向维也纳发送了一份关于军队准备情况的报告。此外，在误判了拿破仑在符腾堡的行军之后，马克向维也纳报告了他眼里法军的弱点。他的报告说服了弗朗茨二世加入反法同盟，尽管卡尔大公仍在竭力劝阻。弗朗茨二世针对该报告和维也纳的反法热潮作出回应，他解除了卡尔的大元帅职务，并任命他恐法的姐夫斐迪南大公接任奥地利军队司令。
经验不足的斐迪南既不成熟，也没有能力接任卡尔的职位。同时，尽管斐迪南保留了名义上的指挥权，但日常决策却交到了同样不适合担任总指挥的马克手中。当马克在战役初期负伤时，他的指挥能力大打折扣。因此，奥地利军队的指挥权移交给了施瓦岑贝格亲王卡尔一世·菲利普，他是一位出色的骑兵军官，但对指挥如此庞大的军队缺乏相应的经验。

### 乌尔姆
多瑙河上游河谷的战役于10月爆发，法军和奥军在施瓦本发生了几次冲突。10月8日，法军第1龙骑兵团（隶属于缪拉的后备骑兵军）和拉纳的第5军团的掷弹兵在奥格斯堡西北部，靠近巴伐利亚小镇维尔廷根附近对一支规模只有法军一半的奥地利军队发起突袭。奥地利士兵排成一排，且无法迅速形成防御方阵以抵挡法军4,000名龙骑兵和8,000名掷弹兵的袭击。此役中，超过400名奥军伤亡，另有近3,000名奥地利士兵被法军俘虏。一天后，在紧邻多瑙河以南另一个小镇金茨堡，法军第59线列步兵团冲上了多瑙河上的一座桥，以一个团的兵力迫使两支大型奥军纵队向乌尔姆撤离。

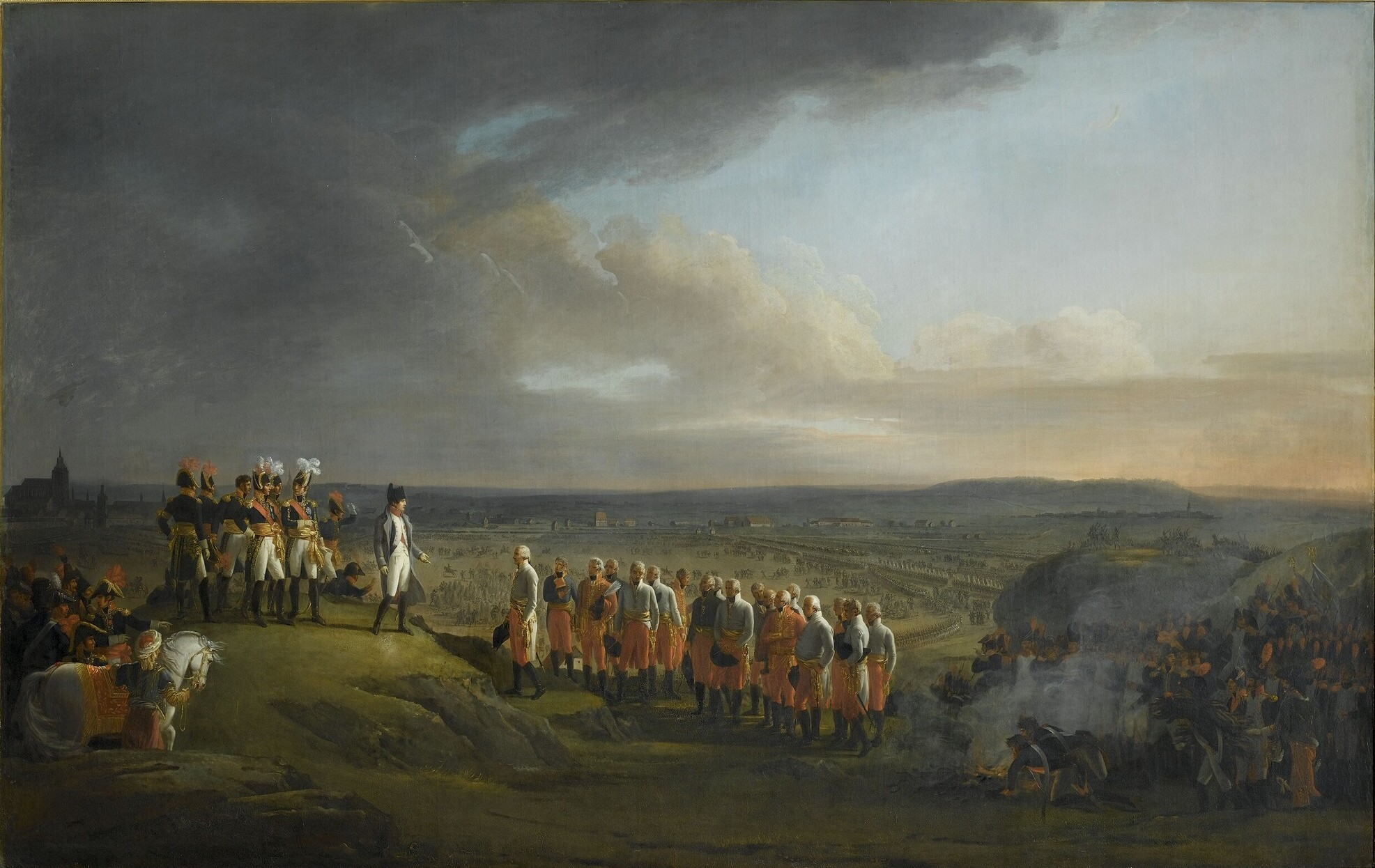
热内·泰奥多尔·贝峰（René Théodore Berthon）所绘“马克在乌尔姆向法军投降”

在哈斯拉赫，奥地利军队指挥官卡尔·马克·冯·莱贝里希安排了他的25,000名步兵和骑兵占据了主要陣地。10月11日，法军指挥官皮埃尔·杜邦·德莱唐以5,000人的兵力攻击了卡爾·马克的部队。有1,000名法军士兵在哈斯拉赫战役中伤亡或被俘。並被繳獲了第15和第17龙骑兵团的|帝国鹰标。但法軍成功在這場戰役重創了奧軍突圍的希望，並俘虜了6,000名奧軍士兵。
法軍在哈斯拉赫战役中的阻擊使得奧軍浪費了1天時間，為埃尔兴根戰役的最終圍堵創造了關鍵機會。10月14日，马克派出两支纵队从乌尔姆出发，准备向北突围：一支由约翰·西吉斯蒙德·里施指挥的纵队前往埃尔兴根以保护那里的桥梁，另一支由弗朗茨·冯·韦内克指挥的部队带着大部分重炮向北行进。意识到这个战机后，米歇尔·内伊元帅赶紧让他的第6军团前去与仍在多瑙河以北的杜庞师重新建立联系。在一次双管齐下的进攻中，内伊派出一个师前往多瑙河右岸的埃尔兴根以南，该师在埃尔兴根向奥地利军队发起进攻。与此同时，法军的另一个师越过河流向东后转向西移动，以对抗里施的部队。在清除了一座桥上的奥军巡逻队后，法军发起进攻并占领了位于山顶的一座具有重要战略意义的修道院。奥地利骑兵试图抵挡进攻的法军，但没有成功，而奥地利步兵则选择了临阵脱逃。仅在这次交战中，奥地利军队就失去了一半以上的后备炮兵部队，在参战的8000名奥地利士兵中，有6,000人伤亡及被俘。与此同时，里施的部队也未能摧毁横跨多瑙河的桥梁。
拿破仑的闪电战暴露了奥地利军队优柔寡断的指挥结构和糟糕的补给能力。奥军指挥官马克完全误判了法军的部署，以至于将自己的部队分散至各地；当法军分别击败奥军的每个单位时，幸存的奥地利士兵向乌尔姆撤退。拿破仑随后亲自率领80,000名法军士兵将驻守乌尔姆的奥地利军队包围。10月16日，卡尔·马克·冯·莱贝里希在乌尔姆之战中带领被法军包围的20,000名奥地利步兵和3,273名奥地利骑兵向拿破仑投降。奥地利的军官得到释放，但获释的条件是，在两国正式交换被奥地利军队俘虏的法国军官之前，被释放的奥地利军官不得再领导对法国的敌对行动，这一项协议在之后皆被双方严格遵守。

## 战斗前奏

在战场上，中间的山脉挡住了在半月形河道首尾两端法军和奥军的视线

少数没有被困在乌尔姆的奥地利军队向维也纳撤退，法军则在身后紧追不舍。米哈伊尔·库图佐夫将军麾下的俄罗斯军队，也选择避开法国军队并向东撤退。10月22日，俄罗斯军队在伊尔河与米夏埃尔·冯·金迈尔从乌尔姆撤退的奥地利军团会合。11月5日，俄奥联军在阿姆施泰滕进行了一次成功的阻击战。11月7日，俄罗斯军队抵达圣珀尔滕，并于次日渡过了多瑙河。11月9日，俄军摧毁了横跨多瑙河的桥梁，但控制了位于克雷姆斯附近的最后一座桥梁，直到当天下午晚些时候。

### 战场
多瑙河畔克雷姆斯位于施泰因以东2公里，该镇的人口只有几百人。在施泰因的西部，多瑙河形成了一条大弯，在河流和山脉之间形成了一个新月形的洪泛区。在洪泛平原的最西端，一座山脉一直延伸到河流的边缘，迪恩施泰因和迪恩施泰因城堡就坐落于此。这座城堡在1193年曾作为关押英格兰国王理查一世的监狱。1645年至1646年，三十年戰爭期间，瑞典人加固了城堡，但在撤退时将其拆除。迪恩施泰因城堡位于最高的山脊之上，高159米，山脊上布满了花岗岩的裂缝。由于山上植被稀少，所以很难将城堡的废墟与岩石区分开来。狭窄的峡谷穿过山脉，并延伸到下面的平原。在迪恩施泰因和施泰因之间的洪泛平原上，有叫做上洛伊本（Oberloiben）和下洛伊本（Unterloiben）的两个小村庄。在小村庄附近，是洛伊本洪泛平原。这个洪泛平原长约762米，从洛本贝格山脚一直延伸到河岸。

该地区以其葡萄酒而闻名。自15世纪以来，当地居民就已经开始从事葡萄栽培，葡萄酒生产商于1447年成立了圣保罗葡萄酒商协会，这是德语世界中最古老的葡萄酒商协会。梯田葡萄园一直延伸到克雷姆斯河的两岸，直到它变成一条山涧，地形再不适合种植为止。洛伊本平原适合葡萄栽培和农业耕种。从迪恩施泰因到多瑙河畔克雷姆斯，多瑙河蜿蜒曲折的形状再加上山脉和陡峭的梯田斜坡阻碍了两个城镇之间的视线。

### 部署
拿破仑判断此时库图佐夫正在等待来自俄罗斯的增援以保卫其政治盟友，并准备撤退到维也纳。拿破仑设想他和库图佐夫的军队将在维也纳进行一场战斗，而这场战斗将决定战争的走向。因此，拿破仑从大军团的其他七个军中的四个中抽调了数个师级单位，组建了第8军团。这个军团的任务是保护多瑙河的北岸，阻止任何奥地利或俄罗斯军队相互增援，更重要的是，阻止库图佐夫渡河逃往俄罗斯。

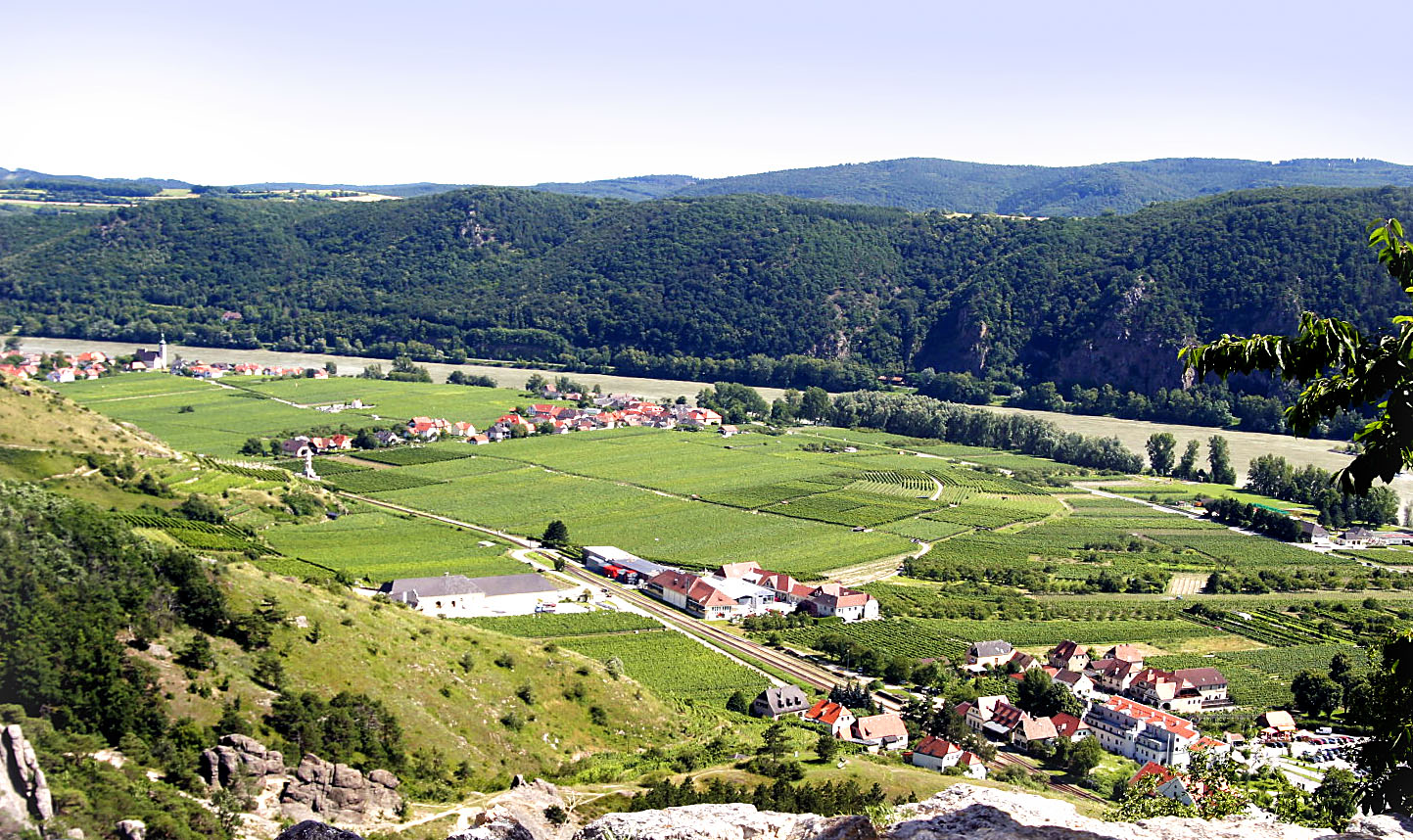
法国人占领了洪泛区的葡萄园，并被从山间地带进入这里的俄罗斯军队包围，另一队俄罗斯士兵从南方抵达迪恩施泰因

新组建的第8军团由爱德华·莫蒂埃指挥，包括三个步兵师和一个骑兵师。莫蒂埃的军团于1805年11月上旬在林茨和帕绍渡过多瑙河，然后在多瑙河的北岸向东行军。军团的骑兵部队是独立作战单位，在步兵的前方和侧翼进行游走侦察。泰奥多尔·马克西姆·加赞的师（约6,000名士兵）组成了军团的先锋；莫蒂埃本人和加赞的部队在一起。紧随其后的是杜庞的师（约4,000名士兵），杜庞的部队大约落后加赞的部队一天。让-巴蒂斯特·杜蒙梭（Jean-Baptiste Dumonceau）的师（约4,000人）落后杜庞的部队一天，组成军团的后卫。在帕绍购买的50艘船组成的船队提供了该军团横跨多瑙河的运输队。在派莫蒂埃执行任务之前，拿破仑指示莫蒂埃保护军团的北翼，使其能够免受可能到来的俄军增援的打击，拿破仑在随后的书面命令中重申了这一建议。拿破仑还建议莫蒂埃保护林茨和维也纳之间多瑙河的所有渡河点。
11月9日，加赞的师到达多瑙河畔马尔巴赫，并于次日下午早些时候行军50公里抵达迪恩施泰因。在这里，加赞的部队与小镇东边的一些俄军巡逻人员发生了冲突，法军最终将俄军巡逻人员驱离该地。充满信心的法国士兵在施泰因上游建立了一个前哨据点。莫蒂埃在迪恩施泰因建立了他的指挥所，并指导了一个小型野战医院的建设。由于这个位置看起来很安全，莫蒂埃最终选择无视了拿破仑保护军团左翼（北边）的指示。

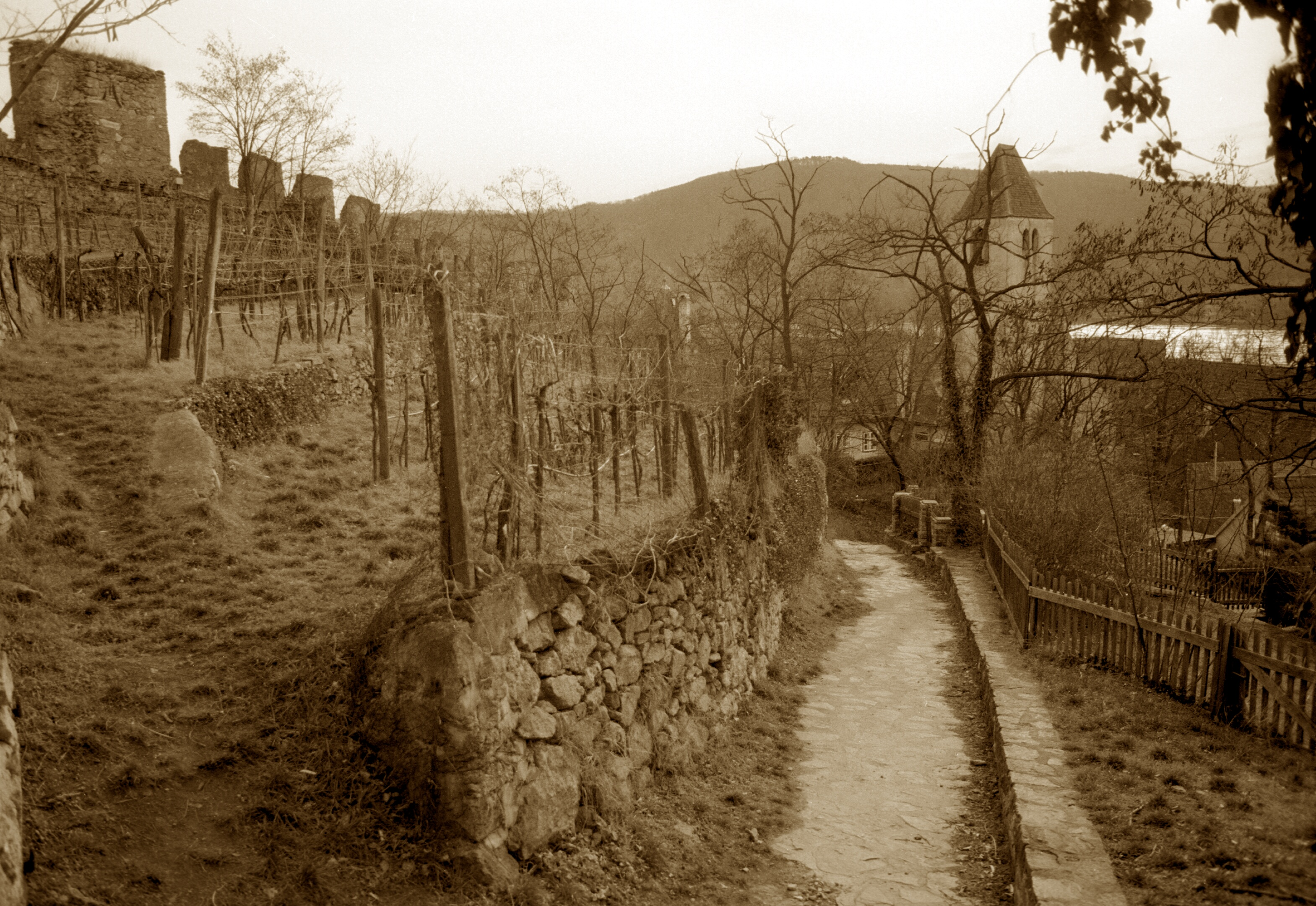
狭窄的小路和陡峭的山坡使火炮的部署变得十分困难

法军在此次战役失败的其中一个原因就是莫蒂埃失去了他所有侦查部队。在莫蒂埃和加赞渡过多瑙河后，法军负责侦查的龙骑兵已经转向西北，只剩下第4龙骑兵团的三个中队可用于侦察行动，而这些中队独立于加赞的指挥。在此之后，莫蒂埃和加赞在没有对前方进行充分侦查的情况下盲目地穿过迪恩施泰因以西的狭窄峡谷。库图佐夫率领联军在克雷姆斯渡过多瑙河，此时经过施泰因不远，联军还摧毁了多瑙河的桥梁。库图佐夫的行动切断了法军穿越多瑙河的路线，使整个法国军团在需要撤退的时候面临更大的风险。在决定袭击莫蒂埃的同时，库图佐夫放弃了维也纳，使法国军队从北部、西部和西南部一起在奥地利首都会师，以确保与来自加利西亚的增援部队会合。与拿破仑的预期相反，库图佐夫选择以军事解决战争而不是通过政治解决。
加赞和莫蒂埃此时都不知道，反法联军集中了大约24,000人的兵力（主要是俄罗斯士兵和少数奥地利士兵）并距离迪恩施泰因的法军阵地只有几公里。相比之下，加赞的师只有6000名士兵。俄奥联军由步兵、猎兵（经常作为散兵）、俄罗斯火枪手以及俄罗斯和奥地利骑兵组成，联军还拥有超过68门火炮。俄罗斯骑兵是令人畏惧的哥萨克部队，非常适合在河岸作战；事实上，在11月9日，他们已经俘虏了40名法军士兵。此外，在行军时间不到两周的地方，联军的增援部队就驻扎在摩拉维亚。如果法军主力渡河，摩拉维亚的部队就要时间备战。库图佐夫在俄罗斯军队传奇人物沃洛夫的指导下学习了军事要素，并且对麾下的部队拥有全面的指挥权，而且俄军对法军任何大规模的运动都会有充分的预警。
在11月10日下午与法国人进行了最初的小规模冲突后，库图佐夫于当晚在梅尔克的修道院召开了指挥官会议。在数日的小规模冲突中，库图佐夫已经从俘虏的口中得知了法军的位置，他还知道加赞的部队已经在林茨渡河，并且行军速度远远领先于任何可能的法军增援部队：杜庞此时已经在帕绍越河，距离加赞的部队50公里，而杜蒙梭的部队落后于杜庞，在杜庞身后7公里处。库图佐夫知道了法军的规模而且他知道法军的龙骑兵并没有掩护大部队的侧翼，而是转向了北方。库图佐夫可能还知道（或许做出了好的设想）拿破仑的命令，所以他知道拿什么给莫蒂埃和加赞作为诱饵。

### 作战计划

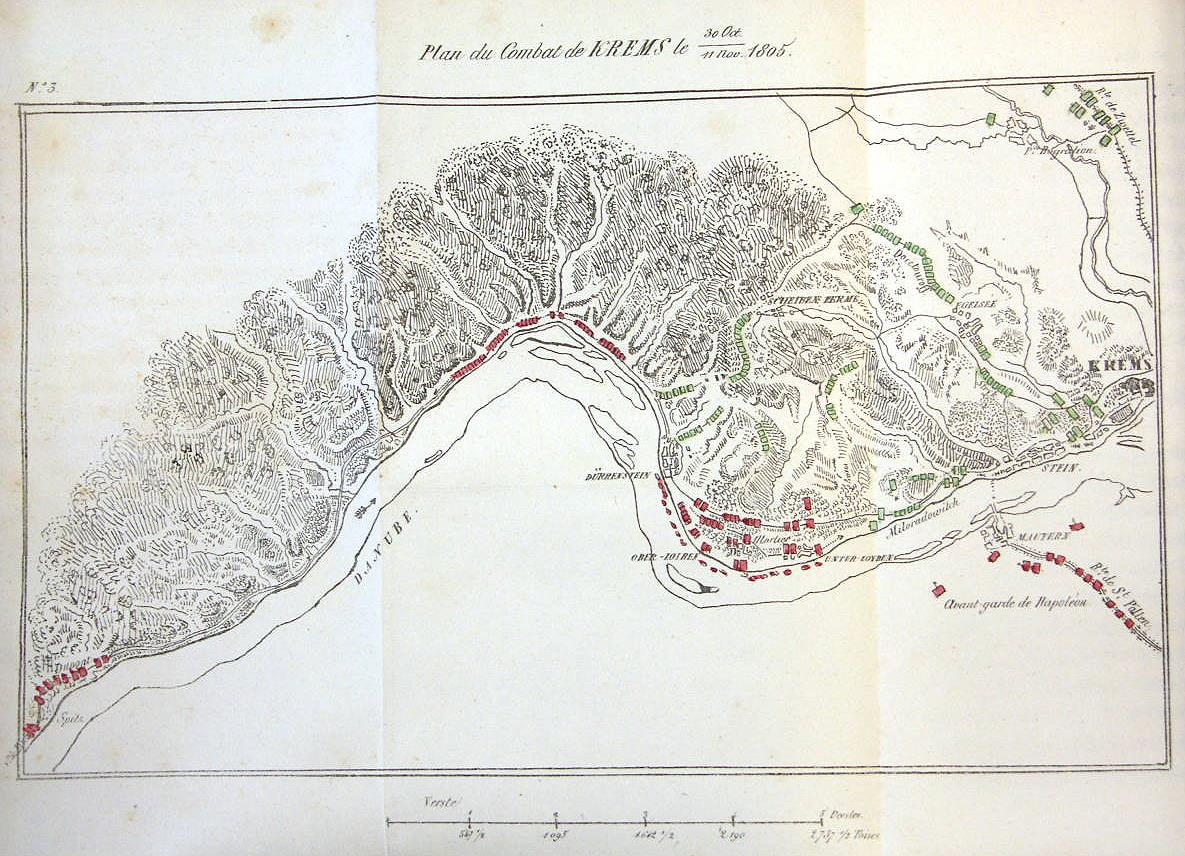
1846年对这场战役的分析，图中联军的部队调动为绿色，法军的部队调动为红色

除了俄军将领之外，此次会议还包括奥地利军队指挥官约翰·海因里希·冯·施密特中将。施密特虽然于1800年退休，但却在乌尔姆之战后被召回，并在弗朗茨二世的大力推荐下加入库图佐夫的部队。施密特是一位经验丰富的战术家和战略家，并曾在哈布斯堡军队中担任过各种职务。在1796年至1800年的战役中，他一直是卡尔大公的顾问，并协助策划了卡尔的几次胜仗。被召回后，施密特被任命为联军军需总参谋长。在会议上，将军们还在奥地利军队中找到了一名了解当地的地理情况士兵。
施密特、库图佐夫和其他将军根据熟悉地形的士兵的情报，制定了在迪恩施泰因包围法军的计划。俄军指挥官米哈伊尔·米洛拉多维奇的部队将从东面接近加赞的阵地，在彼得·巴格拉季昂军团的支援下，将法军压制在适当的位置。由德米特里·多赫图罗夫，斯特里克（一位俄军中将）和施密特指挥的另外三支部队将从西部和北部包抄法军。为了引诱法军，联军开始散布谣言，称俄罗斯军队正在撤退到摩拉维亚，在多瑙河畔克雷姆斯只剩下一个后卫部队。

## 战斗

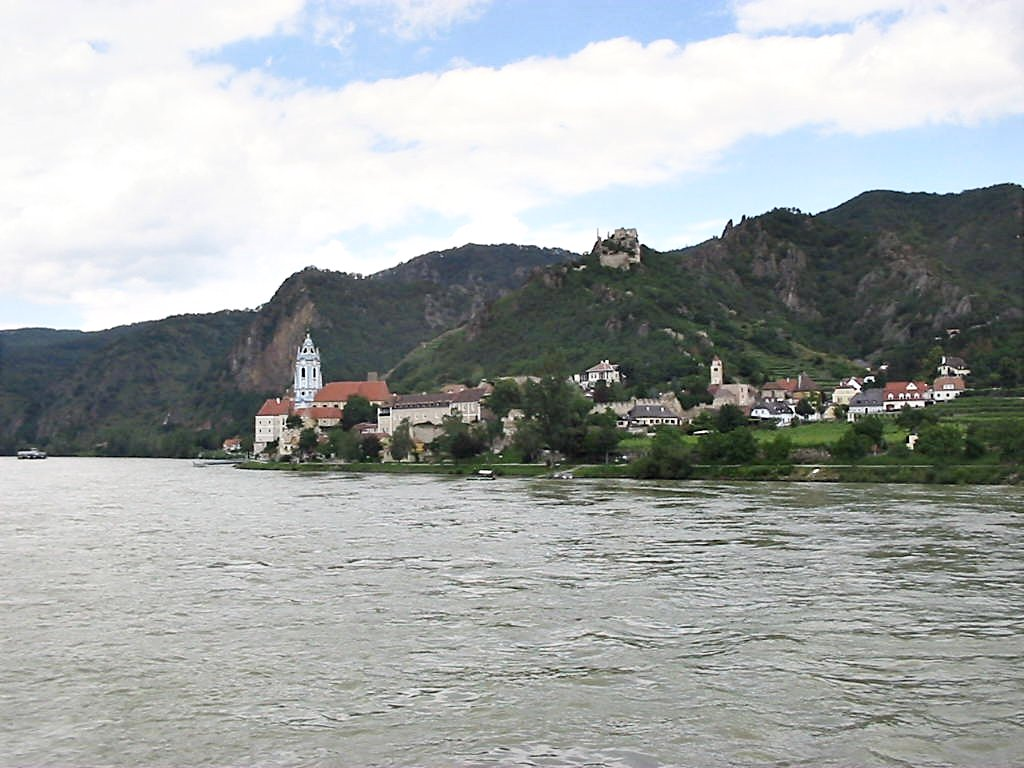
迪恩施泰因坐落在洪泛平原的尽头

11月10日晚上，在斯特里克的指挥下，一支俄罗斯军队开始通过狭窄的峡谷，并打算在11日中午前抵达迪恩施泰因。在多赫图罗夫和施密特的带领下，另外两支俄军部队也开始向法军阵地移动，计划穿过山脉攻击沿河岸延伸的法军阵地。根据计划，斯特里克的纵队将在上午晚些时候首先从山上出来，并向法军右翼的侧面发起攻击。这种侧翼进攻，再加上米洛拉多维奇从施泰因发起的正面进攻，将使法军陷入困境。法军在被包围的情况下别无选择，只能选择投降——或者选择死亡。为了确保该计划的成功，多赫图罗夫和施密特指挥的第二和第三纵队将分别在11日下午和中午到达战场并为前期的进攻提供支援。这样一来，即使法军试图向西撤退到马尔巴赫，也无法逃脱联军虎钳般的包围圈。
莫蒂埃听信了俄军撤退的传闻。11月11日清晨，莫蒂埃和加赞的士兵从迪恩施泰因出发前往占领施泰因和多瑙河畔克雷姆斯，法军推测俄罗斯军队要么放弃了这两个据点，要么只留下了一个小规模的后卫部队。当法军接近施泰因时，米洛拉多维奇的一支小部队袭击了法军的先锋。在误认为这支部队是传闻中的俄军后卫后，莫蒂埃命令加赞的部队进行反击，并向东朝施泰因推进。战斗在上洛伊本（Oberloiben）、下洛伊本（Unterloiben）和罗滕霍夫（Rothenhof）的农场爆发。随着战斗的开始，越来越多的俄罗斯军队出现在战场上与法军交战。
最初加赞的部队进展迅速，但他很快意识到对方的部队比传闻中的后卫部队要强大得多，这才意识到自己上当。加赞的部队很快就由于激烈的战斗而疲惫不堪，于是莫蒂埃命令杜庞的师加速前进。到中午时分，法军的兵锋已经不再。莫蒂埃将剩余的大部分兵力用于驱赶米洛拉多维奇的进攻部队，只留下一个营大概300名士兵掩护他的北翼，并派其余的人进攻俄军的右翼。30分钟内，他获得了他所寻求的人数优势。他的4,500名法军士兵会合并成功使正在渡河的2,600名俄罗斯士兵撤回施泰因，同时沿河继续发起进攻。米洛拉多维奇此时也无法继续指挥进攻，因为斯特里克和多赫图罗夫的两个侧翼纵队此刻都不知所踪。

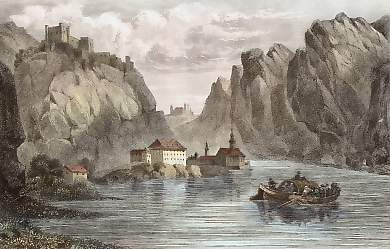
在迪恩施泰因，河流穿过裂开的岩石，形成一个狭窄的峡谷，当俄军从垂直于河流的峡谷攻击他们时，法国人几乎没有反应的余地

于是双方的战斗在此时暂停。莫蒂埃和加赞等待杜庞的到来，而库图佐夫和米洛拉多维奇等待斯特里克和多赫图罗夫的到来。施密特的纵队是最后加入战斗的，因为该部必须行进最远的距离。双方的喘息时间只有约2小时（中午12时-14时）。斯特里克率领的俄军部队率先抵达战场，并立即率领三个营向加赞的防线发起进攻，将法军赶出迪恩施泰因。此时的法军被夹在两支强大的俄军部队之间，加赞只能试图通过迪恩施泰因小镇撤往河边，因为法军的船只可以在那里营救他精疲力竭的部队。通过狭窄的多瑙河峡谷撤退的法军仍在试图阻挡后方追击的俄军，但当更多斯特里克麾下的俄军进入战场时，加赞和他的师被困住了。好在狭窄的峡谷也阻碍了俄军的进攻；斯特里克的士兵不得不走出峡谷，排成一行，然后再发起一波又一波的进攻。尽管斯特里克的部队在接下来的两到三个小时内不断向被困住的法军发起进攻，但莫蒂埃和加赞还是将俄军推回了山坡。此时，多赫图罗夫的纵队突然出现在法军后方，并加入了战斗。此刻联军和法军的人数比例已经超过了三比一，米洛拉多维奇的纵队在前线进攻，斯特里克的纵队在中路进攻，多赫图罗夫的纵队也于同时在后方向法军发起进攻。
11日早上，杜庞按照指示从马尔巴赫沿河向东南行军。在莫蒂埃传令的信使到来之前，杜庞就听到远处传来炮声，并派骑兵前去查明原因。查探的骑兵回来报告说，一支俄罗斯纵队（多赫图罗夫的部队）正从山上下来，准备前往迪恩施泰因。意识到俄军的行动会切断他与前方加赞师的联系，杜庞让他的部队顺着炮声传来的方向行军，并将部队置于俄军的侧翼。杜庞的进攻随着炮声开始，导致多赫图罗夫的部队将注意力从加赞陷入困境的部队转移到杜庞的部队上。多赫图罗夫的纵队虽然人数众多，但却没有支援火炮，而且狭窄的空间使他们无法充分利用自己的人数优势。现在轮到多赫图罗夫的部队被敌人前后包围，法軍將他們趕出了迪恩施泰因，多赫图罗夫的险境直到施密特的纵队抵达才得以缓解。
施密特在黄昏时分到达，双方的战斗在天黑后继续进行。在11月中旬，多瑙河上游地区的日落时间大约为傍晚17时。尽管天黑了，施密特仍部署他的部队攻击杜庞的侧翼。当他的部队加入战斗时，正好夹在一个法国营和另一个俄罗斯营之间。随着俄军增援力量的抵达，法军开始无法招架，但当双方的士兵已经无法在黑暗中区分敌友时，战斗结束了。法軍的兩個師成功在迪恩施泰因會師，並在夜幕的掩护和残月的帮助下，莫蒂埃利用法军的船队将他精疲力竭的部队疏散到多瑙河南岸。当双方的哨兵在黑暗中相遇时，间歇性地小规模冲突仍在继续。加赞的部分部队为法军的撤离提供了掩护，第二天早上，法军剩下的士兵从多瑙河的北岸撤离，法军在北岸仍控制斯皮茨和魏森基兴。

### 损失

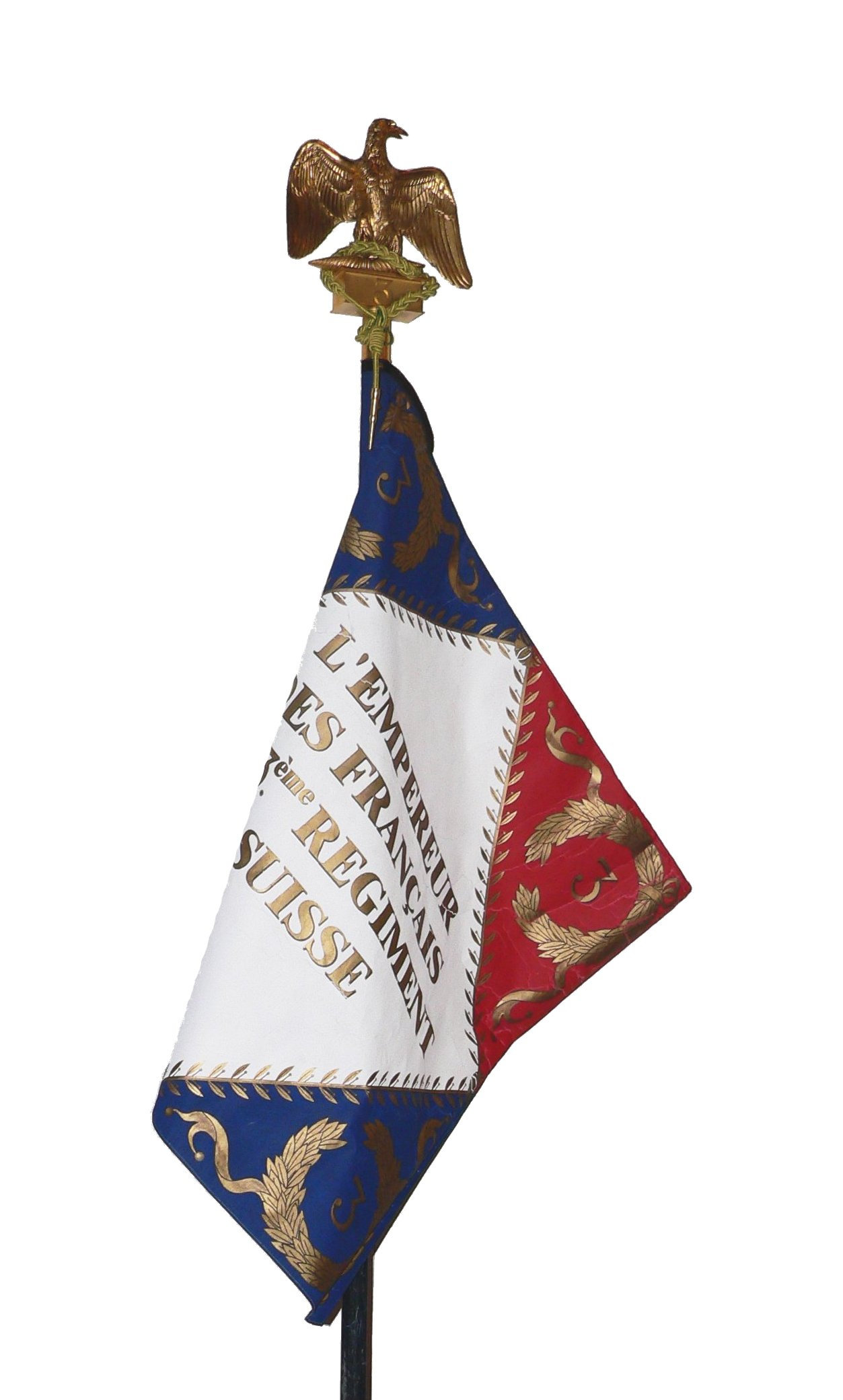
一个战斗单位的旗帜以及帝国鹰标，一旦被敌军缴获，对于缴获它的单位来说是一种荣誉，对于失去它的单位来说是一种耻辱

此次战役的损失十分惊人：加赞的师减员近百分之40，这还不包括被俄军俘虏的5门火炮，47名军官和895名士兵，如果加上被俘虏的单位，加赞的损失接近百分之60；此外，加赞还失去了第4步兵团的帝国鹰标和第4龙骑兵团的帝国鹰标和旗帜。俄国人损失了大约4,000人，也就是参战人数的百分之16，以及两个团的旗帜。奥地利将军施密特在战斗结束时阵亡，可能是在黑夜的混战中被俄罗斯火枪手误杀。该地区的葡萄园和农田都被摧毁，迪恩施泰因的大部分地区也是如此，多瑙河畔克雷姆斯的建筑物严重受损；法军至少两次掠夺了该镇，并“野蛮地对待”该镇的居民。

## 结果
此役结束后，战斗双方都宣称胜利。虽然双方的损失在数量上是相当的--都有大约4,000人伤亡。但无论如何，加赞的师在战斗中几乎被摧毁了，法军于此役中的伤亡人员也主要来自他的部队。显然，对双方来说，这场战斗都很艰难。当时的天气很冷，暴风雨在道路上留下了光滑的冰泥，而且有不少“像枝形吊灯一样”的冰柱挂在树上。
对于联军来说，俄罗斯军队在多瑙河北岸的位置已经稳固，可以继续等待来自加利西亚的增援。林茨和维也纳之间的桥梁也被破坏，使法军进入奥地利首都更加困难，但并非不可能。经过六个月的战斗，奥地利人几乎没有得到什么好消息，联军于此役取得了一次艰难而及时的胜利，法军带着一个减员严重的师从战场上撤退，而库图佐夫则稳固了右翼的阵地。事实上，弗朗茨二世对联军在迪恩施泰因的战果非常满意，他还授予库图佐夫玛丽亚·特蕾莎军事勋章。
对于法军来说，莫蒂埃军团的幸存简直就是一个奇迹。第二天早上，加赞师的剩余士兵渡过多瑙河，最终得以在维也纳休养，因为法国人在本月晚些时候通过占领了维也纳。对法军指挥官来说更重要的是，法军士兵在艰难的地形和恶劣的战斗条件下表现十分出色。虽然法军士兵最初出现恐慌，而且至少有一个营的一部分人试图乘船逃跑。这些乘船逃跑的士兵在水流中失去了对船只的控制，撞到了多瑙河畔克雷姆斯被烧毁的桥柱上，导致船只被掀翻，船上的人掉入冰冷的河里，大多数人都被淹死。在恐慌结束后，加赞的部队保持了很好的凝聚力，并出色应对了各种困难。杜庞则展示了他的战术敏锐度，从他听到炮火声开始，他就已经开始指挥他的部队前往那里支援友军。在法军人员配置方面，莫蒂埃未能重点防守侧翼，尤其是面对拿破仑的直接建议，这对他与拿破仑的关系产生了不利影响。然而，在接下来的几周内，缪拉做了比莫蒂埃更让拿破仑头疼的事。在评估这场战役及其后果时，历史学家不仅将其结果归咎于莫蒂埃和加赞，而且认为拿破仑在此前已经意识到莫蒂埃的危险和他自己的失败，于是将他内心的挫败感发泄在缪拉身上，拿破仑不公正地指责缪拉为了骑马穿越维也纳的空虚荣耀而放弃掩护莫蒂埃的部队。
在赢得奥斯特里茨战役后，拿破仑解散了第8军团和重新分配了莫蒂埃。虽然他对莫蒂埃非常失望，但拿破仑对加赞的表现还是感到满意。作为对加赞在“不朽的迪恩施泰因战役”中出色表现的认可，加赞获得了法国荣誉军团勋章。

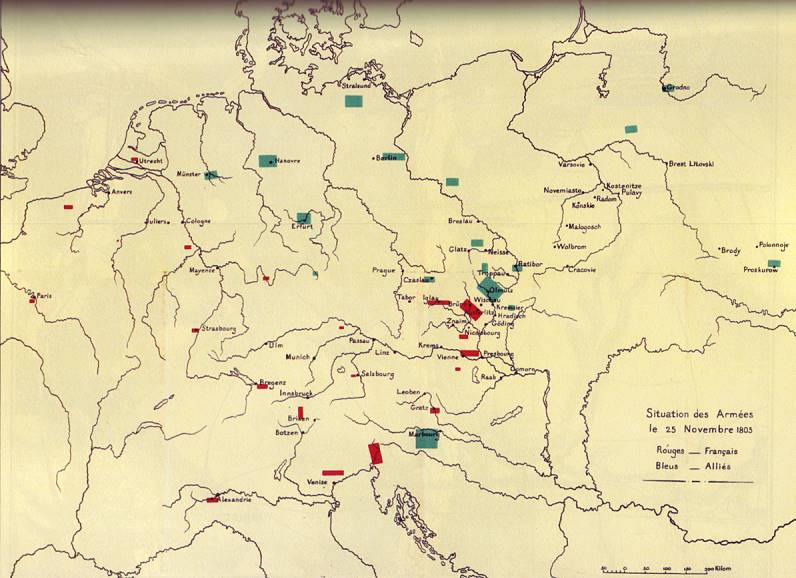
到11月25日，反法联军和法国军队已经集中在奥斯特里茨附近

失去施密特对奥地利的最高指挥部是一个重大打击。施密特是最有经验的作战参谋，仅次于卡尔大公。从1796年中期到1800年退休，施密特一直担任陆军总参谋长、下莱茵河、莱茵河和陆军军需官。此外，他还是卡尔大公麾下一位值得信赖的干将。他帮助计划了卡尔大公的数次精彩的胜仗以及包括温特图尔和史塔卡赫战役等几个更重要的胜利。作为一名经验丰富的军官和出色的战术家，施密特很可能在奥斯特里茨战役中担任联军的军需官及总参谋长。在施密特缺席的情况下，新任参谋长弗朗茨·冯·韦罗特的指挥让奥地利在1800年的霍亨林登战役中惨败。施密特无疑是一个比韦罗特更好的战术家，并且拥有出色的训练和绘图技能，他如果在场，可能会为奥斯特里茨战役的反法同盟进攻制定一个更现实的计划。虽然施密特的出现可能不足以将失败转变为胜利，但肯定会减轻反法同盟的损失；奥斯特里茨战役被认为是拿破仑最伟大的胜利之一。
从更广的角度来看，尽管双方爆发了重要的海战，但第三次反法同盟战争的最终结果是在大陆上决定的，主要是在两个主要的陆地行动中。第一次是乌尔姆战役，哈布斯堡王朝在哈斯拉赫-容金根战役中失敗，在乌尔姆投降后，部分奥地利军队躲过了被俘的命运，并与他们的俄罗斯盟友会合；米夏埃尔·冯·金迈尔的军团溜出法军的包围圈，加入了库图佐夫的部队。其他一些奥地利的小股部队拒绝投降，并躲进了巴伐利亚山脉和图林根森林，最终赶在奥斯特利茨战役之前重新出现在波希米亚。奥地利人在乌尔姆之战中失去了一整个军团和一批高级军官。这种情况削弱了奥地利的军事领导层，并迫使像施密特这样的退休人士被召回。
第二个决定性战役是法国在奥斯特利茨战役中对俄罗斯和奥地利联军的决定性胜利，此役迫使奥地利退出联军。随后于1805年12月26日签署的普雷斯堡和约成为了早期的坎波福尔米奥条约和吕内维尔条约的加强版。此外，奥地利需要将土地割让给拿破仑的德国盟友，并需要支付4000万法郎。奥斯特里茨的胜利也让拿破仑有机会在法国与普鲁士、俄罗斯和奥地利之间建立一个缓冲区。但这些措施并没有在欧洲大陆建立持久的和平。普鲁士对法国在中欧日益增长的影响力的担忧引发了1806年第四次反法同盟战争，而奥地利则没有参与其中。

## 战场纪念

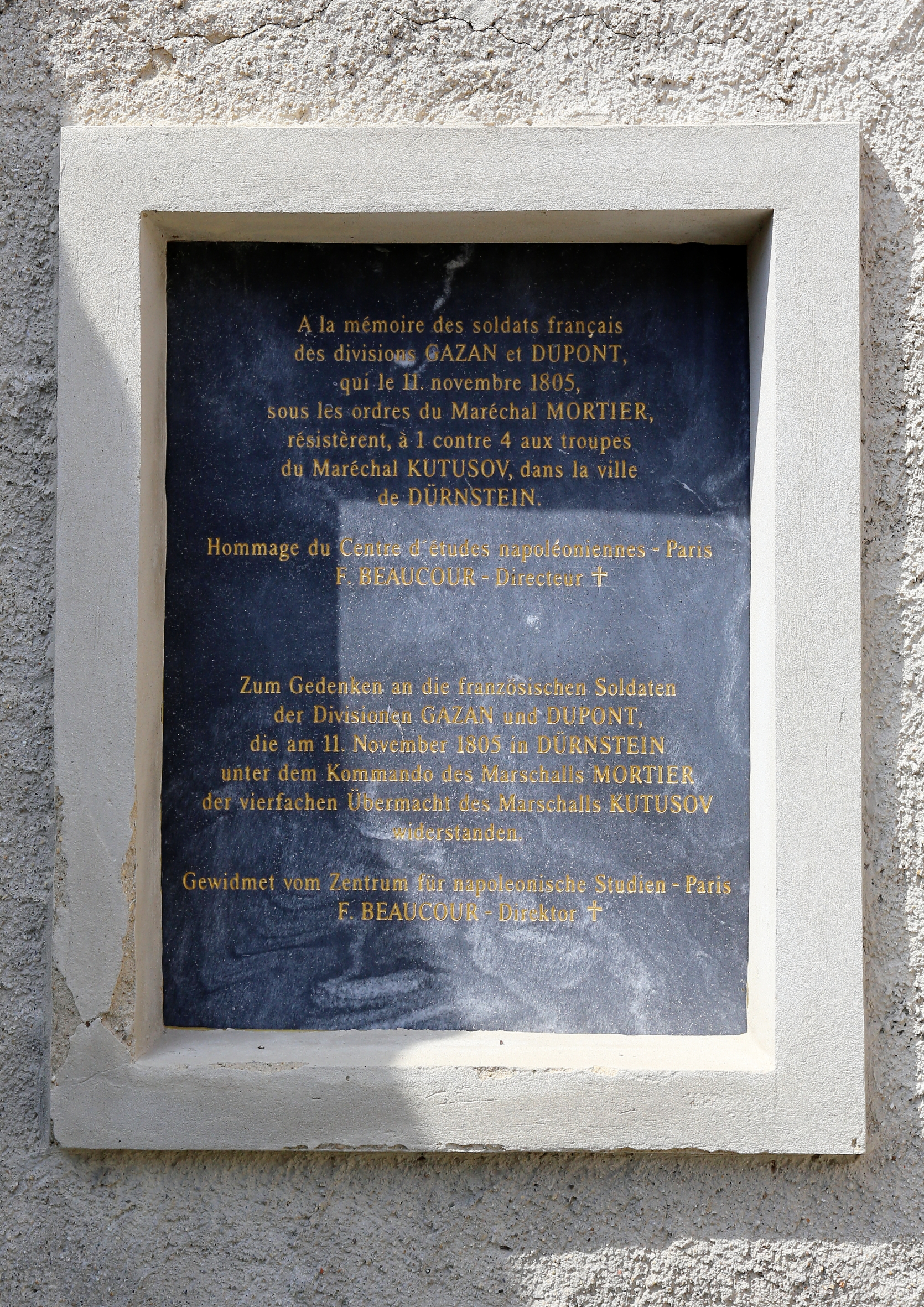
迪恩施泰因纪念此次战斗的牌匾

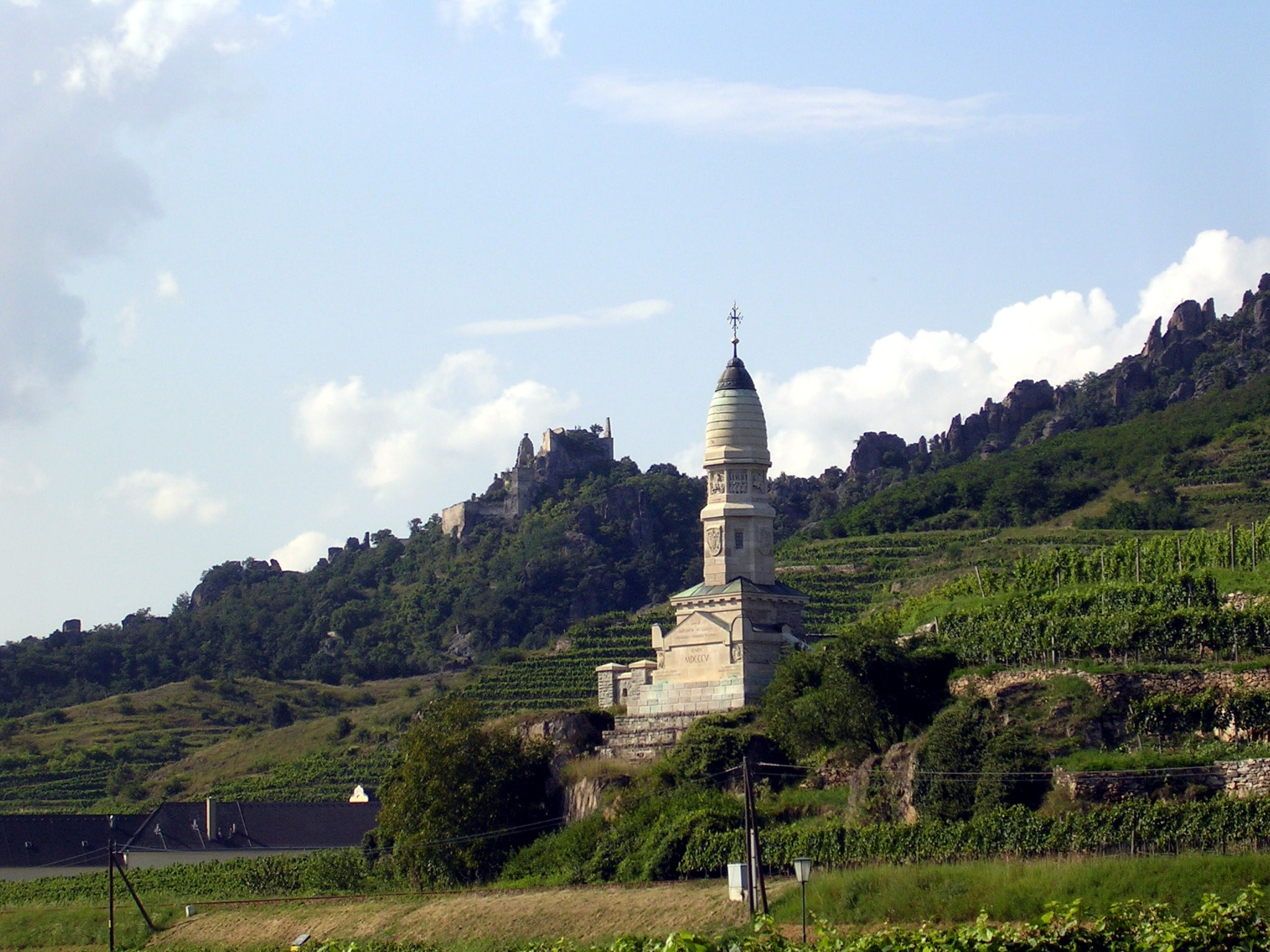
洛伊本平原的纪念碑，背景是迪恩施泰因城堡遗址

直到1805年，迪恩施泰因可能作为利奥波德五世关押十字军狮心王理查的村庄而闻名。1741年，在奥地利王位继承战争期间，数百名当地村民挡住了意图占领维也纳的法国和巴伐利亚军队，村民将排水管涂成大炮的样子，并敲打鼓，因此诱导敌军相信该地存在一个大型军事力量。
施密特将军的坟墓从未被发现，但在1811年，迪恩施泰因的村民为他竖立了一座纪念碑。
在俄罗斯小说《战争与和平》中，列夫·托尔斯泰用几页的篇幅讲述了这场战斗的前奏和后果。在洛伊本平原的边缘，矗立着建于1905年的纪念碑（见图），以纪念这场战役；纪念碑上刻有莫蒂埃、泰奥多尔·马克西姆·加赞、库图佐夫、冯·施密特等人的名字。

## 延伸阅读
- Alison, Archibald (Sir). History of Europe, from the Commencement of the French Revolution in MDCCLXXXIX [i.e. 1789] to the Restoration of the Bourbons in MDCCCXV [i.e. 1815]. Edinburgh: Blackwood, 1847–48. （英語）
- Alombert-Goget, Paul Claude; Colin, Jean-Lambert-Alphonse. La Campagne de 1805 en Allemagne: Saint Poelten et Krems. Paris: Librairie militaire R. Chapelot, 1902–1908, v. 4.（法語）
- Blanning, Timothy. The French Revolutionary Wars. New York: Oxford University Press, 1996, ISBN 0-340-56911-5. （英語）
- Bodart, Gaston. Militär-historisches Kriegs-Lexikon (1618–1905). Wien: Stern, 1908.（德語）
- Bowden, Scott, "Napoleon and Austerlitz" 1997, The Emperor's Press, Chicago, ISBN 0-9626655-7-6（英語）
- Duernstein Official Website. Maps of towns.（德語）
- Duffy, Christopher, "Austerlitz 1805" 1977, Seeley Service & Co, London, ISBN 0-85422-128-X（英語）
- Ebert, Jens-Florian. "Heinrich von Schmitt". Die Österreichischen Generäle 1792–1815. Napoleon Online: Portal zu Epoch. Markus Stein, editor. Mannheim, Germany. 2010-02-04版本.（德語）
- Egger, Rainer. Das Gefecht bei Dürnstein-Loiben 1805. Wien: Bundesverlag, 1986.（德語）
- Fremont-Barnes, Gregory. The Napoleonic Wars: the Rise and Fall of an Empire. Oxford: Osprey, 2004, ISBN 978-1-84176-831-1.（英語）
- Gates, David. The Napoleonic Wars 1803–1815. New York: Oxford University Press, 1997, ISBN 0-340-61447-1.（英語）
- Goetz, Robert. 1805: Austerlitz, the Destruction of the Third Coalition. Mechanicsburg, PA: Stackpole Books, 2005, ISBN 1-85367-644-6.（英語）
- Kagan, Frederick W. The End of the Old Order. Cambridge, MA: Da Capo Press 2006, ISBN 978-0-306-81545-4.（英語）
- Kerschbaumer, Anton. Geschichte der Stadt Krems. Krems: Österreicher Verlag, 1885,（德語）
- Mullié, Charles. "Honoré Théodore Maxime Gazan", Biographie des Célébrités Militaires des Armées de Terre et de Mer de 1789 à 1850, 1852.（法語）
- Murray (John) Company. Handbook for travellers in southern Germany. London: J. Murray, 1873.（英語）
- Musée National des châteaux de Versailles et de Trianon, Combat de Dürnstein le 11 novembre 1805. Inventory 26557. Ministry of Culture （页面存档备份，存于）.（法語）
- National Aerodynamics and Space Administration. Phases of the Moon: 1801–1900. NASA.（英語）
- Parker, Robert M. Parker's Wine Buyer's Guide, 7th Edition: The Complete, Easy-to-Use. New York: Simon and Schuster, 2008. ISBN 978-0-7432-7198-1（英語）
- Smith, Digby. Napoleonic Wars Databook: 1805, London: Greenhill Publishing Co., 1998, ISBN 1-85367-276-9.（英語）
- Smith, Digby. Heinrich von Schmitt （页面存档备份，存于）, Mack （页面存档备份，存于） and Weyrother （页面存档备份，存于）. Leopold Kudrna and Digby Smith (compilers). Charles Burnham (editor in chief). A Biographical Dictionary of all Austrian Generals in the French Revolutionary and Napoleonic Wars, 1792–1815. Napoleon Series （页面存档备份，存于）. 1995–2010.（英語）
- Smith, Digby. Napoleon's Regiments. PA: Stackpole, 2001. ISBN 1-85367-413-3（英語）
- Stadt Krems an der Donau. Chronik （页面存档备份，存于）. English version: Chronicle.（德語）
- Tolstoy, Leo. War and Peace. Chapter 8. Ware, Hertfordshire: Wordsworth Editions, 1995, ISBN 1-85326-062-2.（英語）